# كاليكو جاك
كاليكو جاك (بالإنجليزية: Calico Jack)‏ والذي يعرف أيضًا باسم جون راكهام، وهو قرصان انجليزى في جزر البهاما خلال اوائل القرن 18 ويشار اليه في كثير من الاحيان والوثائق التاريخية ب «راكهام» أو «جاك راكهام»
نشط جاك في مجال القرصنة نهاية الفترة (1650-1730)، وهو (العصر الذهبي للقرصنة). وهو الأكثر تذكرًا بسبب وجود امرأتين ضمن الطاقم هما: ماري ريد (Mary Read) وعشيقتها آن بوني (Anne Bonny). ويعد جاك المصمم الرئيسي ل شعار القرصنة «الجمجمة والسيفين».
أطاح راكهام بتشارلز فاين من منصبه كقائد للمركبة الشراعية رينجر، ثم أبحر في قناة ليوارد في جزر جامايكا وممر ويندوارد. قبل عفو الملك في عام 1719.
انتقل إلى نيو بروفيدنس حيث التقى آن بوني التي كانت متزوجة من جيمس بوني في ذلك الوقت. والتي عادت إلى القرصنة في عام 1720 بسرقة مركب شراعي بريطاني وانضمت إليه. تضمن طاقمهم الجديد ماري ريد التي كانت متنكرة في زي رجل في ذلك الوقت. بعد فترة قصيرة تم القبض على راكهام من قبل جوناثان بارنت وهو أحد القراصنة الإنجليز، في عام 1720، وقُدِّم للمحاكمة من قبل السيد نيكولاس لوز (Nicholas Lawes)، حاكم جامايكا، وشُنق في نوفمبر من ذلك العام في بورت رويال-جامايكا.

العلم الذي صممه جاك، علم القرصنة

## النشأة
لا يُعرف سوى القليل عن نشأة راكهام وحياته المبكرة، باستثناء أنه كان إنجليزيًا وولد تقريبا عام 1682. وكان أول سجل له هو مدير التموين في سفينة تشارلز فاين العملاقة عام 1718، والتي كانت تعمل في جزيرة نيو بروفيدانس في جزر الباهاما، والتي كانت سيئة السمعة.  قاعدة للقراصنة تعرف باسم «جمهورية القراصنة».
 سرق فاين وطاقمه عدة سفن خارج مدينة نيويورك، ثم واجهوا رجل حرب فرنسي كبير.  كانت السفينة على الأقل ضعف حجم سفينة فاين، وطاردتهم على الفور. 
أمر فاين بالانسحاب من المعركة، مدعيا الحذر كسبب له.  تحدث جاك راكهام بسرعة وطعن في القرار، مشيرًا إلى أنهم يقاتلون رجل الحرب لأنه سيكون لديه الكثير من الثروات.  بالإضافة إلى ذلك، كما قال: إذا استولوا على السفينة، فسوف تضع سفينة أكبر بكثير تحت تصرفهم. 
من بين ما يقرب من 91 رجلاً على متن السفينة، أيد 15 فقط فاين في قراره،  فأعلن فين أن قرار القبطان يعد نهائيًا، وعلى الرغم من الدعم الساحق لصرخة راكهام للقتال، فقد فروا من رجل الحرب. 
في 24 نوفمبر 1718، دعا راكهام إلى تصويت وصف فيه الرجال فاين بأنه جبان وأبعدوه من القيادة، مما جعل كاليكو جاك القائد التالي. أعطى راكهام السفينة الأخرى في الأسطول ل فاين وأنصاره الخمسة عشر، جنبًا إلى جنب مع إمداد لائق من الذخيرة والبضائع.

## حياته بعد القرصنة
بعد أن أصبح جاك قرصانًا واكتسب شارة القيادة كان يقوم بنهب السفن الصغيرة التي كانت على مقربة من الشاطئ.
وفي 1719، أبحر راكهام إلى جزر البهاما للاستفادة من عفو عام للقراصنة للحصول على عفو ملكي والعمولات من المحافظ وديز روجرز، وكان روجرز قد أُرسِل إلى جزر البهاما لمعالجة مشكلة القراصنة في منطقة البحر الكاريبي الذي كانت تهدد السفن البريطانية.
في ديسمبر، استولى على السفينة التجارية كينغستون. كان على متن سفينة كينغستون شحنة كبيرة وغالية الثمن، ممى أدى إلى غضب التجار، في حين سفينته الراسية وكينغستون في جزيرة دي لوس بينوس ويستعدون للخروج من كوبا. كان راكهام ومعظم رجاله على الشاطئ في ذلك الوقت، فعند مهاجمتهم هربوا عن طريق الاختباء في الغابة وأخذت سفينتهم وشحناتها بعيدا.

## آن بوني وماري ريد في حياته
أثناء وجوده في الميناء، بدأ راكهام علاقة غرامية مع آن بوني، زوجة البحار جيمس بوني، الذي كان يعمل من قبل الحاكم روجرز.
علم جيمس بوني بالعلاقة وأحضر آن إلى الحاكم روجرز، الذي أمر بجلدها بتهمة الزنى. عرض راكهام شراء آن في «الطلاق عن طريق الشراء» لأنه أحبها، لكن زوجها رفض بشدة. تسبب هذا في فرار آن من ناسو والهرب مع راكهام، هرب الثنائي (مع طاقم جديد) إلى البحر معًا، وأُلغي عفو راكهام بسبب سرقة سفينة شراعية تابعة لجون هام. أبحروا البحر الكاريبي لمدة شهرين، واستولوا على سفن القراصنة الأخرى. غالبًا ما كان راكهام يدعو طاقم السفن التي هاجمها للانضمام إلى طاقمه. حملت آن وذهبت إلى منزلها في كوبا لتنجب الطفل. [بحاجة لمصدر].
وفي الوقت نفسه، التقت آن ماري ريد، التي كانت في ذلك الوقت تخفي نفسها كرجل. رحب راكهام بماري على متن سفينته للانضمام لطاقمه. وكانت ل آن بوني مشاعر تجاه ماري، وبعد بعض من الكلام معا، كشفت ماري ل آن بوني حقيقتها وأنها أنثى. راكهام أصبح غيوراً جدا على آن من مارى لأنه في ذلك الوقت لم يكن يعرف الحقيقة مما أدى إلى أن تكشف آن بوني لجاك حقيقة ماري وأنها أنثى، وبعد معرفة جاك للحقيقة وافق على بقائها ضمن طاقمه على السفينة.

## القبض عليه ومحاكمته وموته
في أكتوبر عام 1720، طاف راكهام بالقرب من جامايكا، واستولى على العديد من سفن الصيد الصغيرة، وإرهاب الصيادين على طول الساحل الشمالي.
و بعد فترة وجيزة، تعرضت لهجوم من سفينة شراعية مسلحة بقيادة القرصان السابق بينجامين هورنغولد التي بعث بها المحافظ نيكولاس اويز واعتقل. تم جلب راكهام وطاقمه إلى جامايكا، حيث حكم عليه وجميع أفراد طاقمه تقريبا بالإعدام.

## وصلات خارجية
- The Crows Nest - Jack Rackham
- Rackham.html Calico Jack Rackham Pirate
- Jack Rackham in Cherie Pugh's pirate novel 'Mary Read - Sailor, Soldier, Pirate' at maryread-www.weebly.com